# Dunajki (powiat starogardzki)
Dunajki – wieś w Polsce, w województwie pomorskim, w powiecie starogardzkim, w gminie Kaliska, wchodzi w skład sołectwa Cieciorka.
Do 2023 miejscowość była przysiółkiem wsi Cieciorka.
Przysiółek Dunajki to teren głównie zabudowy letniskowej, ulokowanej nad południowo-zachodnim brzegiem jeziora Kazub, wzdłuż drogi prowadzącej z Cieciorki do Płociczna.
Nazwa Dunajki wywodzi się od gwarowego określenia płynącego tu potoczku słowem dunajek.
Taka właśnie nazwa - Dunajek - została zapisana w 1728 roku w księdze chrztów parafii Zblewo. W 1780 roku nazwę zapisano jako Donajek, a w czasach zaboru i po niemiecku, Dunaiken.
Do roku 1955, w którym to na podstawie ustawy o reformie podziału administracyjnego utworzono gromadę Kaliska, Dunajki pozostawały w powiecie kościerskim.
W latach 1975–1998 miejscowość administracyjnie należała do województwa gdańskiego.